# آرتور وانگ
آرتور وانگ (انگلیسی: Arthur Wong) فیلم‌بردار، بازیگر، کارگردان فیلم، تهیه‌کننده فیلم و فیلم‌نامه‌نویس اهل هنگ کنگ است.
از فیلم‌هایی که وی در آن‌ها نقش داشته است، می‌توان به اروتیک، اربابان جنگ، پلیس‌های جن-ایکس، جوانک تبتی و شمشیر خدایان اشاره نمود.